# Зеленец (посёлок, Ленинградская область)
Зеленец — посёлок в Усадищенском сельском поселении Волховского района Ленинградской области.

## История
Троицко-Зеленецкой монастырь упоминается на карте Санкт-Петербургской губернии А. М. Вильбрехта 1792 года.
Троицкой Зеленецкой монастырь отмечен на карте Новоладожского уезда 1807 года.
На карте Санкт-Петербургской губернии Ф. Ф. Шуберта 1834 и 1844 годов, также упоминается Троицко-Зеленецкий монастырь и при нём водяная мельница.

ТРОИЦКИЙ ЗЕЛЕНЕЦКИЙ — монастырь при колодце, число дворов — 9, число жителей: 60 м. п., 12 ж. п.; Церквей православных две. Часовня православная. (1862 год)

В конце XIX — начале XX века монастырь административно относился к Усадище-Спассовской (Усадищской) волости 2-го стана Новоладожского уезда Санкт-Петербургской губернии.

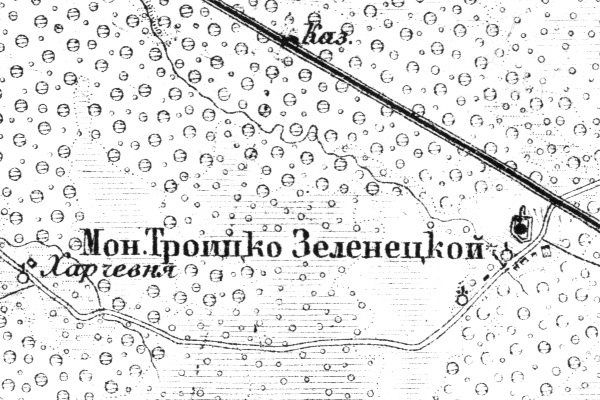
Троицко-Зеленецкой монастырь на карте 1915 года

Согласно военно-топографической карте Петроградской и Новгородской губерний 1915 года и карте Петербургской губернии издания 1922 год, Троицко-Зеленецкий монастырь находился на месте посёлка Зеленец.
С 1917 по 1923 год посёлок Зеленец входил в состав Усадище-Спасовской волости Новоладожского уезда.
С 1923 года в составе Усадищенского сельсовета Пролетарской волости Волховского уезда. 
С 1924 года в составе Усадище-Спасовского сельсовета.
С 1926 года в составе Усадищенского сельсовета Волховского района. Согласно данным переписи населения СССР 1926 года в совхозе Зеленецкий монастырь (бывший) проживали 96 человек — большинство русские, а также латыши; на разъезде Мурманской ж. д. Зеленец проживал 81 человек — все русские.
Согласно карте Ленинградской области Северо-западного аэрогеодезического треста ГГУ издания 1932 года в посёлке совхоза «Зеленец» находилась церковь и мукомольная водяная мельница. Согласно топографической карте РККА 1940 года в посёлке также действовал совхоз «Зеленец». 
В 1958 году население посёлка составляло 810 человек.
В 1964 году население посёлка составляло 590 человек.
По данным 1966, 1973 и 1990 годов посёлок Зеленец входил в состав Усадищенского сельсовета.
В 1997 году в посёлке Зеленец Усадищенской волости проживали 112 человек, в 2002 году — 93 человека (русские — 98 %).
В 2007 году в посёлке Зеленец Усадищенского СП — 59 человек.

## География
Посёлок расположен в южной части района на автодороге 41К-060 (Мыслино — Дуброво — Зеленец), у платформы Зеленец на железнодорожной линии Волховстрой I — Вологда I.
Расстояние до административного центра поселения — 16 км.
Посёлок находится на правом берегу реки Рассоха и окраине болота Зеленецкие Мхи.

## Демография
| 1862 | 1997 | 2007 | 2010 | 2017 |
| ---- | ---- | ---- | ---- | ---- |
| 72   | ↗112 | ↘59  | ↘44  | ↗69  |

### Национальный состав
Согласно данным Всероссийской переписи населения 2021 года в деревне проживал 51 человек, из них:
 русские — 33 человека, остальные национальность не указали.

## Достопримечательности

Зеленецкий-Троицкий монастырь
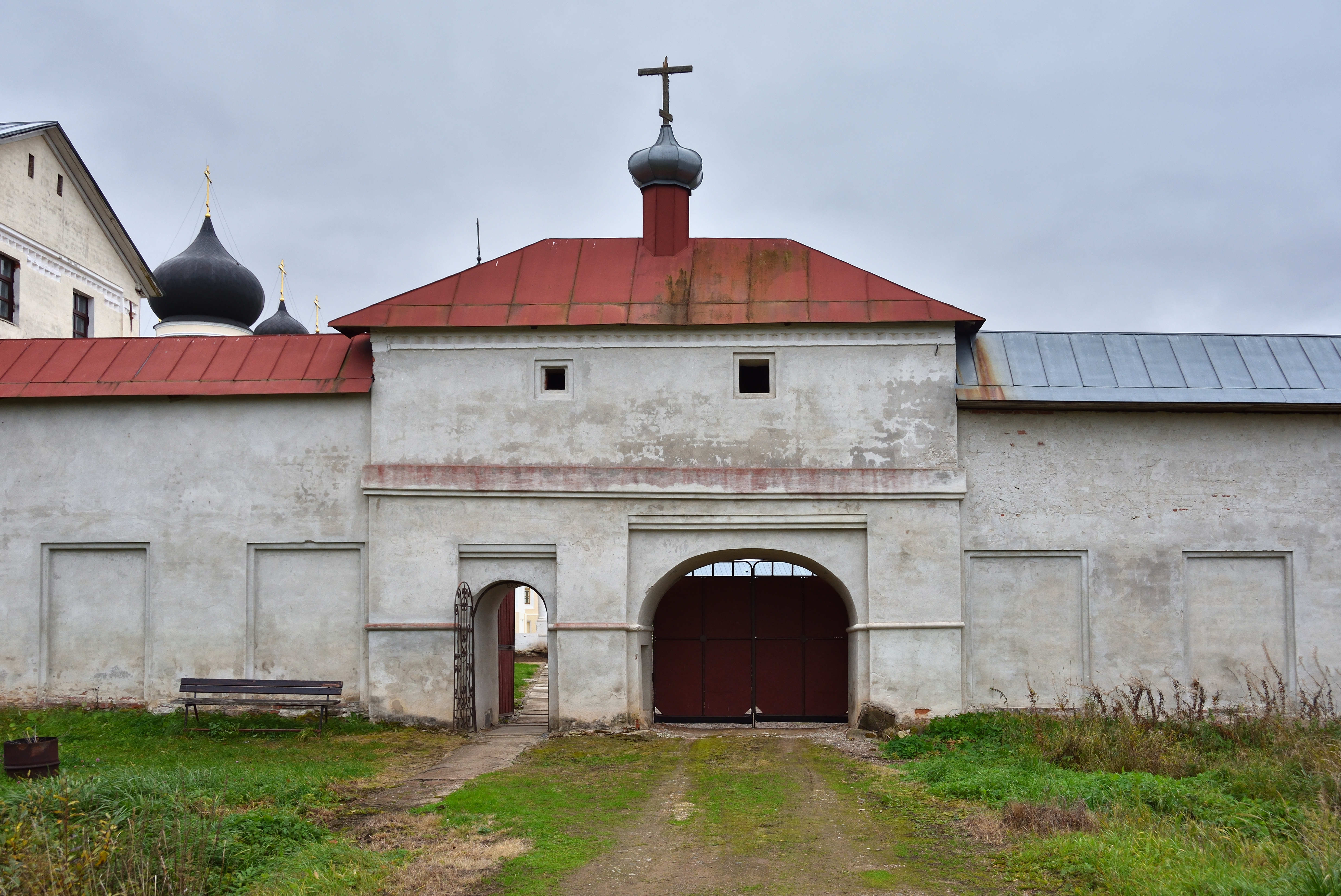
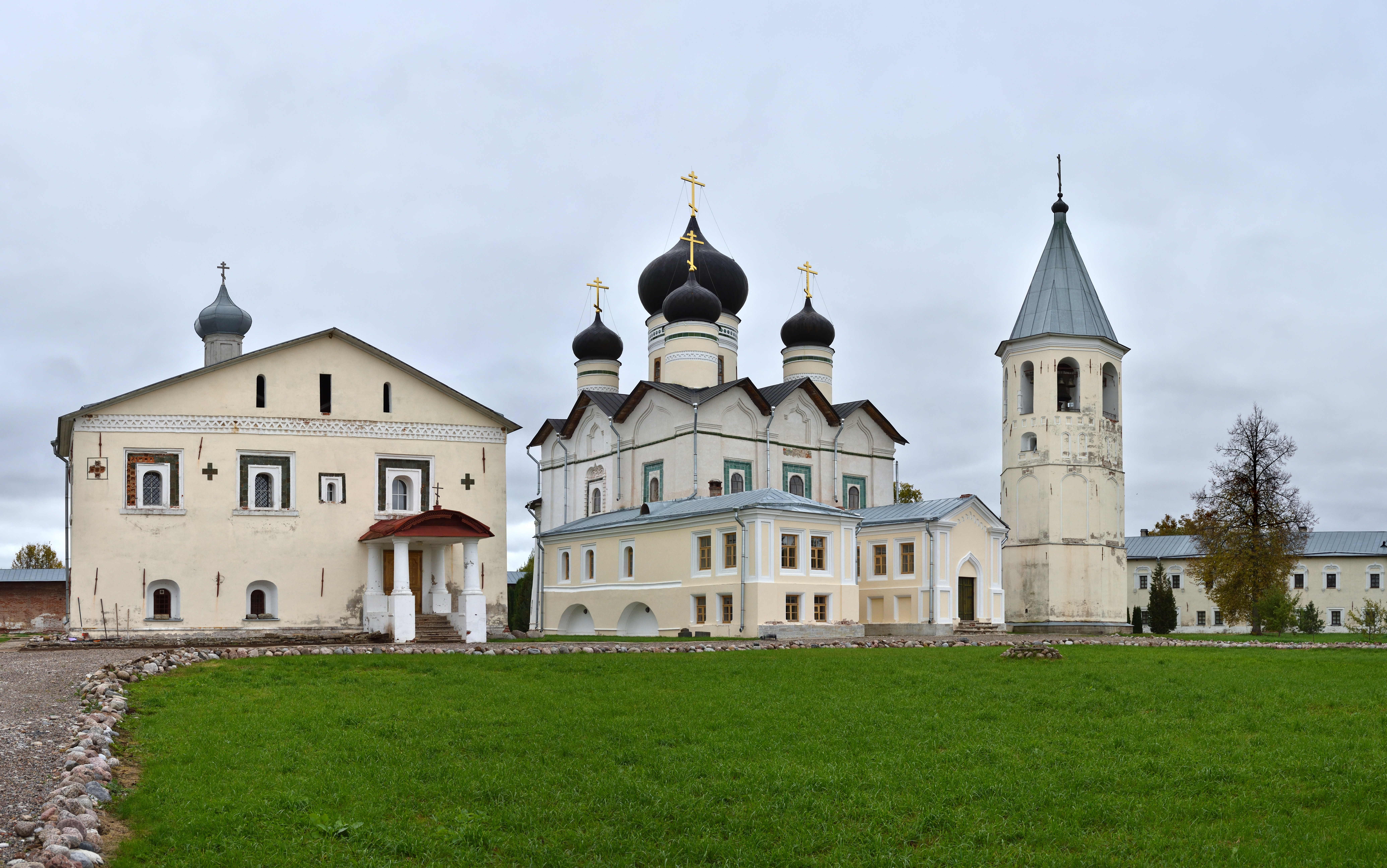
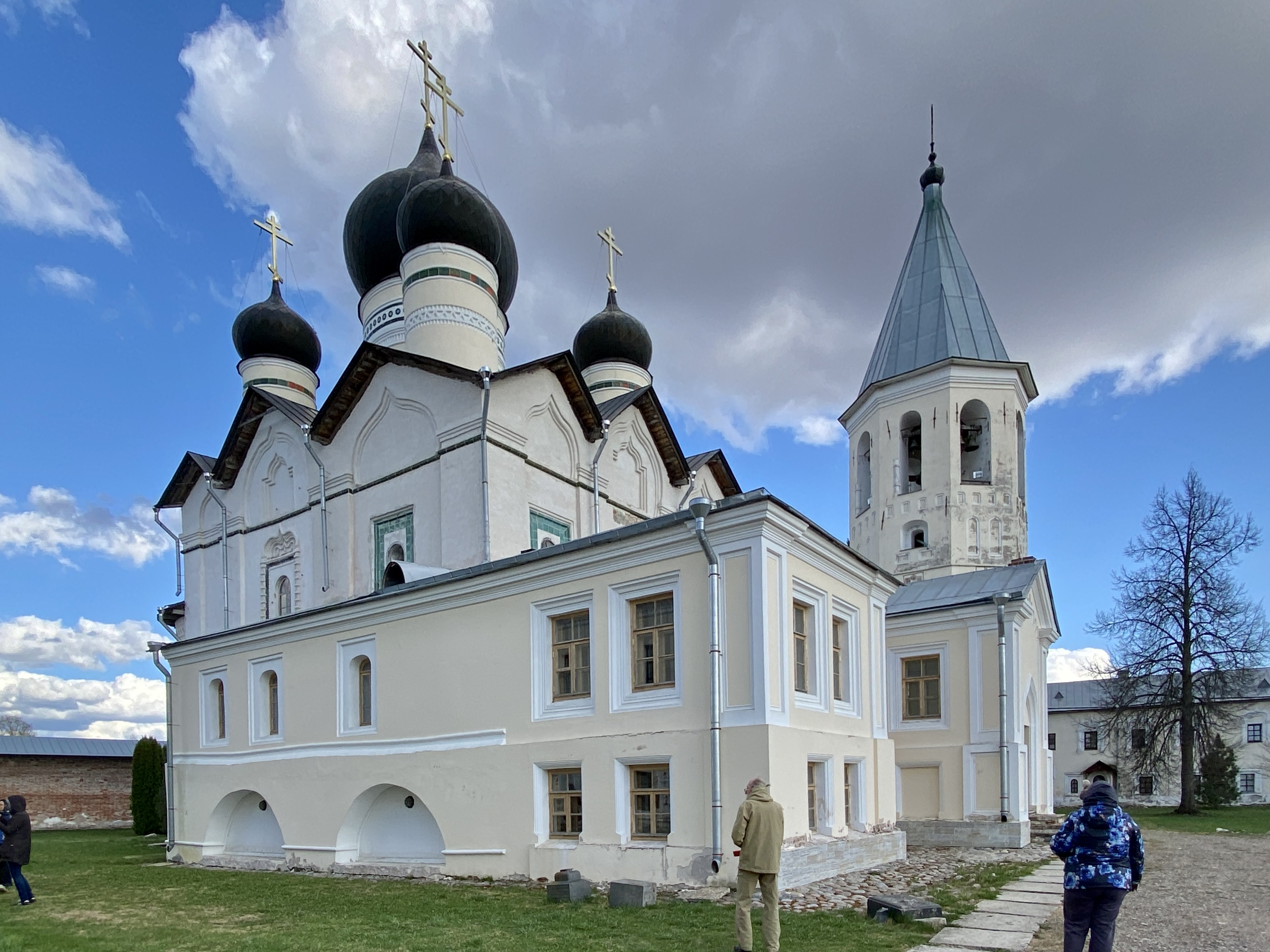